# Sachsen-Eisenach
Công quốc Sachsen-Eisenach (tiếng Đức: Herzogtum Sachsen-Eisenach) là một nhà nước của Đế chế La Mã Thần thánh và sau là thành viên trong Liên bang Rhein, được cai trị bởi dòng Ernestine, nhánh trưởng của Nhà Wettin. Công quốc này tồn tại không liên tục, chia ra làm 3 lần lập và tái lập khác nhau: lần 1 từ năm 1596 đến 1638, lần 2 từ năm 1640 đến 1644 và lần 3 từ 1662 đến năm 1809.
Sachsen-Eisenach được tách ra từ Công quốc Sachsen-Coburg-Eisenach vào năm 1596. Năm 1741, sau cái chết của Công tước Wilhelm Heinrich không để lại người thừa tự, công quốc được cai trị dưới hình thức liên minh cá nhân với Sachsen-Weimar bởi Công tước Ernst August I của chi nhánh Sachsen-Weimar. Đến năm 1809, Sachsen-Eisenach hợp nhất với Sachsen-Weimar để trở thành Sachsen-Weimar-Eisenach dưới thời Công tước Karl August, chấm dứt  68 năm được cai trị dưới hình thức liên minh cá nhân.